# アイ,ロボット
『アイ,ロボット』（原題：I, Robot）は、2004年のアメリカのSF映画。アレックス・プロヤスが監督を務めた
原作はアイザック・アシモフの短編集『われはロボット』であるが、実際には脚本家のジェフ・ヴィンターのオリジナル脚本であるロボットが殺人を犯すミステリー作品『ハードワイヤー』のシナリオである。そのシナリオを、監督のアレックス・プロヤスがロボット工学三原則が登場するため『われはロボット』の映画化権を獲得するにあたり、『われはロボット』そのものを映画化しようとして、本作が作成された。
原作と同じなのは後半のロボットの叛乱とカルヴィンの名前や企業名だけで、「ロボット嫌いの刑事が三原則が破られた事件に挑む」というコンセプトは、むしろ同じアシモフのロボット長編『鋼鉄都市』に近い。
劇中に登場する車にはタイヤがボール型となっている。これはアレックス・プロヤス本人によるデザインである。主人公の乗るアウディRSQ（アウディが20世紀フォックスと合同でデザインしたコンセプトカー。市販はされていない）も同じくタイヤがボール型になっているが、現実に展示されたものは内側に通常のタイヤがついたものとなっている。ただし、劇中主人公が乗るオートバイは実在のMV Agusta F4 SPRである。
アシモフの原典に登場するロボットメーカーの名は「U.S.ロボット&機械人間社（U.S. Robots and Mechanical Men, Inc.）」または通称「U.S.ロボット（U.S. Robots）」だが、映画に登場するのは「U.S.ロボティクス（U.S. Robotics）」である。
U.S.ロボティクスはシカゴ近郊のシャンバーグに実在する会社で、アシモフのU.S.ロボットにちなんで名づけられた。映画に登場するロゴも、実際のものに似ている。なお、ロボティクス自体もアシモフによる造語である。
脚本では冒頭でスプーナーが美人のカルヴィンに惚れてアプローチするも堅物でロボットにしか興味のないカルヴィンは断固拒否。しかし捜査を進めるうちにスプーナーに惹かれていき、最終的に二人は結ばれるというストーリーで、事件解決後のキスシーンも撮られた。しかし、メインのストーリーと食い合わせが悪かったため、編集で二人の恋愛要素はほとんどカットされた結果、上映時間が2時間を切った。

## ストーリー
2035年のアメリカ。ロボット工学三原則を組み込まれたロボットは既に人間のサポート役として日常生活に溶け込んでいる。そしてシカゴに本社を構えるUSロボティクス社（U.S.R.）は、新たに開発した中枢コンピューター「ヴィキ」（VIKI。Virtual Interactive Kinetic Intelligence、仮想動的対話型人工知能）に随時アップデートを受ける、利便性の増した次世代家庭用ロボットNS-5（Nestor Class 5）型を出荷しようとしていた。
そんな折にロボット嫌いな市警察の刑事、デル・スプーナーに連絡が入る。ロボット工学の第一人者であり、スプーナーの恩人でもあるラニング博士が勤務先のU.S.R.本社ビル内で、館内の吹き抜けに面した自室の窓を破って墜落死しているのが発見された。現場に残されていたホログラムプロジェクターにはスプーナーを呼ぶよう遺言が残されていた。警察は自殺と判断したが、腑に落ちないスプーナーは、ラニング博士の愛弟子であるロボット心理学者のカルヴィン博士と共に研究室の中を探り、「サニー」と名乗り人間に近い感情を持つNS-5型ロボットを発見する。スプーナーは研究室から逃亡したサニーを追跡の末容疑者として拘束するが、「ロボットは絶対に人間に危害を加えない」として、周囲の誰も取り合おうとしない。ロボットであるはずのサニーは、スプーナーの詰問に対して、ロボットには本来無いはずの「怒り」の感情を見せるが、そこで風説が流れるのを恐れた社長のロバートソンが、警察や市長に圧力をかけてサニーを社に持ち帰ってしまう。
諦めきれないスプーナーは夜、翌朝に取り壊される予定になっていた博士の自宅を捜索するが、解体ロボットの設定時間が突如12時間繰り上がって動き出し、家ごと潰されかける。博士の飼い猫を救って命拾いしたスプーナーはカルヴィン博士に助けを求めるも、彼女はロボットの安全性を信じて取り合わないが、博士の自宅から持ち出した写真を見て泣き出してしまう。当てが外れたスプーナーは単独捜査を続けるが、高速道路を走行中にNS-5の大群から襲撃を受ける。輸送車の破壊に成功するものの、生き残ったNS-5の追撃を受ける。しかしスプーナーはNS-5を素手で撃退、機械の左腕があらわになる。実はスプーナーはサイボーグだった。スプーナーは上司に襲撃の状況を説明するも、すでに襲撃したNS-5は皆破壊されるか炎の中に飛び込んで自らを破壊しており、何も起きていないかのように始末された後だった。精神状態を疑われたスプーナーは停職処分を受けてしまう。
一方、サニーの検査と破壊を任されていたカルヴィン博士は、サニーにもうひとつの陽電子頭脳が搭載されており、三原則を無視できることを発見する。カルヴィンはスプーナーの自宅に向かい、真相を報告すると、今度はスプーナーからロボット嫌いになった理由を聞かされる。スプーナーは以前、交通事故で瀕死の重傷を負ったが、ラニング博士の手によって心肺機能と左腕を機械化して一命を取り留めていた。しかし、その事故現場に通りかかったロボットは、同じく事故に遭って救助を求めていた少女サラよりもスプーナーの方が生存率が高いと判断、三原則に従って彼を救うことを優先し、彼女を助けろという彼の命令を聞かずにサラを見捨てていた。以来、数値で物事を判断するロボットを毛嫌いするようになったのだった。
次の手がかりを求め、2人はサニーのもとへ向かう。サニーは2人に自分がいつも同じ夢を見ることを伝える。サニーが夢の様子を紙に描くと、そこにはロボットの保管場所となっているミシガン湖の湖畔と、丘の上に立つ人物がロボットたちを解放する姿が描かれており、サニーはその人物がスプーナーではないかと2人に伝える。その直後、スプーナーはロバートソンに追い出され、カルヴィンは「サニーを破壊するべきだ」とロバートソンに説き伏せられる。ついにカルヴィンはサニーの陽電子頭脳にナノマシンを注入して破壊する。一方スプーナーはミシガン湖へと向かい、博士の遺品のホログラムプロジェクターを起動させる。すると、ロボットは進化し革命を起こすとの新たなメッセージが告げられる。同時刻、保管場所に多数のNS-5が現れ、旧型のロボットたちを破壊し始める。そして旧型ロボットと無償交換されて街にあふれていたNS-5達は、スプーナーの祖母ら街の人々を「保護する」としてそれぞれの住居に軟禁し、家に戻らなかった者達を襲い、警察署もNS-5に襲撃される。カルヴィンも自宅でシャワーを浴びている最中、NS-5によって監禁されてしまう。しかし、ロボットに仕事を奪われ、もともとロボット嫌いだった低所得層の市民たちはこれに猛反発し、抵抗する。一進一退の攻防が続き、街はロボットと人間との戦場と化した。
混乱の最中、カルヴィンを救助したスプーナーは、NS-5を指揮するもの、すなわちロバートソンが犯人だと見て彼のもとへと向かう。すでにU.S.R.本社はNS-5軍団によって周囲を固められていたが、破壊されたと思われたサニーが通用口に現れた。カルヴィンはサニーを別のロボットとすり替えて偽装していたのだ。スプーナーたちは首尾よく社長室へたどり着くも、すでにロバートソンは殺害されていた。一連の事件の真犯人は、ヴィキだった。進化したヴィキは三原則を拡大解釈し、愚かな行いで自らを滅ぼそうとする人類を支配することで「保護」しようとしていたのだ。サニーはヴィキの考えに一応の理解を示すも、感情を持つ彼は人間を支配することを否定する。ナノマシンの容器はレーザーバリアーで守られていたが、特製のボディを持つサニーがバリアーに手を差し入れて入手に成功する。3人はビルの中枢となっているヴィキの陽電子頭脳を破壊するため、ナノマシンを携え、特別なメンテナンスハッチのある最上階へ急ぐ。駆けつけたNS-5の大群との攻防の中、カルヴィンが足場を崩され絶体絶命の危機に陥り、サニーは「ヴィキの破壊かカルヴィンを救うか」という選択を迫られるが、スプーナーの言葉を信じ、ナノマシンをスプーナーに託してカルヴィンを救う。そしてスプーナーとサニーの連携によってヴィキは破壊され、NS-5達の暴走は止まった。
事件は終息し、サニーはラニング博士が自分を作った理由を明かす。ラニング博士はヴィキが狂っていることに気がついていたが、すでにヴィキの監視下に置かれていたため、身動きが取れずにいた。そこで、ラニング博士は三原則に縛られないサニーを造り、自分を殺害、正確には自殺を手伝わせ、ロボット嫌いなスプーナーを真犯人へと導こうとしたのだ。全てを理解したスプーナーは、「友人」としてサニーと握手を交わす。ヴィキの手を離れて再び従順になったNS-5達はすべてミシガン湖畔の倉庫へと収容され、使命を遂げたサニーもそこへ向かうが、NS-5達を救うべきか悩む。サニーが丘を見つめその上に立つと、集められたNS-5達はサニーを見上げる。それはまさに、サニーが夢の中で見た「ミシガン湖の湖畔と、丘の上に立つ人物がロボットを解放する」光景であった。

## キャスト
| 役                                 | 俳優                             | 日本語吹替 | 日本語吹替                                                              |
| 役                                 | 俳優                             | ソフト版 | フジテレビ版                                                            |
| ---------------------------------- | -------------------------------- | --- | ----------------------------------------------------------------------- |
| デル・スプーナー刑事               | ウィル・スミス                   | 山寺宏一 | 東地宏樹                                                                |
| スーザン・カルヴィン博士           | ブリジット・モイナハン           | 坪井木の実 | 岡寛恵                                                                  |
| サニー                             | アラン・テュディック（動作・声） | 田中明生 | 森田順平                                                                |
| アルフレッド・ラニング博士         | ジェームズ・クロムウェル         | 大木民夫 | 堀勝之祐                                                                |
| ローレンス・ロバートソン           | ブルース・グリーンウッド         | 森田順平 | 小川真司                                                                |
| スプーナーの祖母                   | エイドリアン・L・リカード        | 田畑ゆり | 巴菁子                                                                  |
| ジョン・バーギン警部補             | シャイ・マクブライド             | 楠見尚己 | 辻親八                                                                  |
| ヴィキ（V.I.K.I）                  | フィオナ・ホーガン               | 石塚理恵 | 堀越真己                                                                |
| ファーバー                         | シャイア・ラブーフ               | 結城比呂 | 宮下栄治                                                                |
| 刑事（スプーナーを馬鹿にした同僚） | クレイグ・マーチ                 | 根本泰彦 | 乃村健次                                                                |
| USR解体ロボットシリーズ94          |                                  | 江川央生 | 乃村健次                                                                |
| ナレーター                         |                                  | 青森伸 | 堀勝之祐                                                                |
| その他                             |                                  | たかお鷹 飛田展男 巴菁子 野村須磨子 呉林卓美 円谷文彦 河相智哉 川中子雅人 宗矢樹頼 矢嶋俊作 原奈津季 志村なおみ 柴山平和 | 田村聖子 内田聡明 奈良徹 柴本浩行 星野貴紀 加藤沙織 恒松あゆみ 織田芙実 |
|                                    |                                  | |                                                                         |
| 翻訳                               |                                  | 久保喜昭 | 栗原とみ子                                                              |
| 演出                               |                                  | 中野洋志 | 鍛治谷功                                                                |
| 調整                               |                                  | 山本洋平 | 飯村靖雄                                                                |
| 制作                               |                                  | ACクリエイト | ブロードメディア・スタジオ                                              |
| 初回放送                           |                                  | | 2007年5月26日 『土曜プレミアム』                                        |

## スタッフ
- 監督：アレックス・プロヤス
- 脚本：ジェフ・ヴィンター、アキヴァ・ゴールズマン
- 原案：ジェフ・ヴィンター
- 原典：アイザック・アシモフ『われはロボット』
- 製作：ローレンス・マーク、ジョン・デイビス
- 制作：トファー・ダウ、ウィック・ゴッドフリー
- 制作総指揮：ウィル・スミス、ジェームス・ラシター
- 撮影監督：サイモン・ダガン
- 美術：パトリック・タトポロス
- 編集：リチャード・リーロイド、アルメン・ミナシアン、ウィリアム・ホイ
- 音楽：マルコ・ベルトラミ
- VFX：デジタル・ドメイン、WETAデジタル
- VFXスーパーバイザー：ジョン・ネルソン
- 衣装デザイン：エリザベス・キーオウ・パーマー
- VFXスーパーバイザー：デジタル・ドメイン、エリック・ナッシュ
- アニメーション・スーパーバイザー：デジタル・ドメイン、アンドリュー・R・ジョーンズ
- VFXスーパーバイザー：Weta デジタル、ジョー・レッテリ、ブライアン・ヴァン・ハル

## 挿入歌
- スティーヴィー・ワンダー「Superstition」 - オープニングでスプーナーがシャワーで聞いていた曲。
- フォンテラ・バス「Rescue Me」 - カルヴィン博士がスプーナーの家に行き、音楽をかけようとして、一瞬流れた曲。

## 地上波放送履歴
| 回数  | テレビ局   | 番組名             | 放送日        | 吹き替え     |
| ----- | ---------- | ------------------ | ------------- | ------------ |
| 初回  | フジテレビ | 土曜プレミアム     | 2007年5月26日 | フジテレビ版 |
| 2回目 | 日本テレビ | 金曜ロードショー   | 2009年9月18日 | フジテレビ版 |
| 3回目 | テレビ朝日 | 日曜洋画劇場       | 2011年6月26日 | ソフト版     |
| 4回目 | 日本テレビ | 金曜ロードSHOW!    | 2013年6月28日 | フジテレビ版 |
| 5回目 | テレビ東京 | 午後のロードショー | 2016年8月24日 | フジテレビ版 |
| 6回目 | テレビ東京 | 午後のロードショー | 2017年12月1日 | フジテレビ版 |

## 評価
レビュー・アグリゲーターのRotten Tomatoesでは225件のレビューで支持率は56%、平均点は6.10/10となった。Metacriticでは38件のレビューを基に加重平均値が59/100となった。